# Onze Jours de siège
Onze Jours de siège est une comédie en trois actes et en prose, écrite par Jules Verne, en collaboration avec Charles Wallut, dont la rédaction débuta en 1856 et se déroula jusqu'en 1860. Elle fut jouée pour la première fois, au théâtre du Vaudeville, le 1er juin 1861.

## Résumé de l'intrigue
Robert et Laurence Maubray se sont mariés à l'île Maurice, dont le jeune homme est originaire. Ils viennent se fixer à Paris, où leur bonheur serait sans ombre si Robert n'aimait par trop sa liberté. En effet, il n'hésite pas à délaisser sa jeune épouse pour se rendre au Cercle ou sortir entre garçons. Laurence en devient vite jalouse. Durant une conversation avec deux de ses amis, le médecin Maxime Duvernet et le notaire Roquefeuille, Robert vient à parler du consul de France qui l'a marié. C'est alors que la question de sa nationalité se trouve posée. En effet, l'île Maurice appartient à l'Angleterre et ce n'est que deux ans après la naissance de son fils que le père de Robert s'est fait naturaliser Français. Donc, Maubray possède la nationalité anglaise, puisqu'il n'y a aucun effet rétroactif pour la naturalisation. Mais Roquefeuille va plus loin, en déclarant que le mariage de Robert et de Laurence est nul, ayant été célébré par le consul de France et non par les autorités anglaises !... 

## Personnages
- Robert Maubray, 30 ans.
- Maxime Duvernet, son ami, médecin.
- Roquefeuille, notaire.
- Laurence, femme de Maubray, 22 ans.
- Léonie de Vanvres, son amie, 24 ans.
- Baptiste, domestique chez Maubray.
- Thérèse, domestique de Laurence.

## Éditions
- Michel Lévy frères. Annoncé dans la BF du 24 août 1861. Date de mise en vente : 1861[1].

## Représentations
- Il y eut 21 représentations jusqu'au 26 juin 1861[2]. La pièce fut reprise au théâtre d'Amienst en 1880 et 1900.